# 查克穆尔

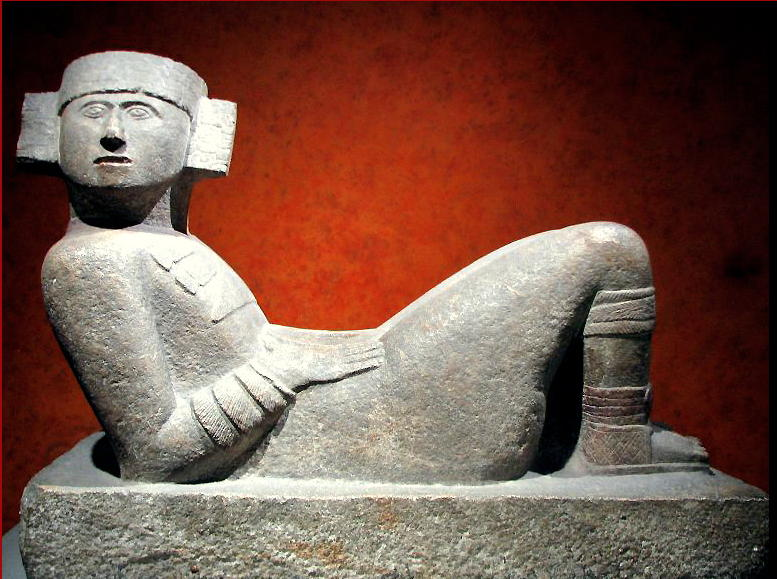
奇琴伊察出土的玛雅恰克穆尔，现陈列于墨西哥国家人类学博物馆

查克穆尔（Chacmool, ），又譯為查克莫、恰克莫、查克莫天使等，是特指古典期晚期至後古典期見於中美洲全境的一种雕像形态的术语。这种雕像形式上为人形，半躺仰卧状，以手肘支撑上半身，头部向左或向右转90度的姿势，于胸前放置一个碗或盘状容器。除了最為著名的奇琴伊察的“武士神廟”之外，還有墨西哥西北部至洪都拉斯、薩爾瓦多這一廣闊的範圍內都發現了其遺跡。查克穆爾是死去的武士的象徵，可能是用于表示手持供品献给诸神的活人祭品，其胸前的碗形容器用于放置供品。在阿兹特克文明中，这个容器被称为cuauhxicalli（一种专门用于盛放人类心脏祭品的石碗）。查克穆尔经常被与献祭石和献祭王座起来。
阿兹特克的查克穆尔代表水的喻意，也经常和雨神特拉洛克联系在一起。它的象征意义将其置于现实与超自然的交汇点，就如同神祇的媒界体。查克穆尔形式的雕像最早出现于大约公元9世纪的墨西哥谷和尤卡坦半岛的北部。

## 形态
查克穆尔是一种独特的中美洲人物造像形式，雕像头部向侧面旋转90度，以手肘支撑上半身，于胸前放置一个碗或盘子状的容器。查克穆尔雕像各体之间有较大差异，有些头部转向左侧，有些转向右侧，有些头部上仰，还有一些头部是可以转动的。雕像姿势可能平躺，可能侧卧，有些腹部低于胸部和膝盖，有些侧持平。有些雕像置于矩形基座上。大部分的查克穆尔雕像是不带有复杂装饰的，但是也有一些用鹿角作了丰富的装饰。奇琴伊察和图拉（Tula）的查克穆尔是士兵样貌的年轻人的造型，但是米却肯州的雕像造型是满脸皱纹的老男人，并且表现了勃起的阴茎。
至于查克穆尔的雕刻材料也是多种多样，包括石灰岩，硬质变质岩和火成岩等。除岩石外还包括陶瓷和水泥。

## 发现和命名

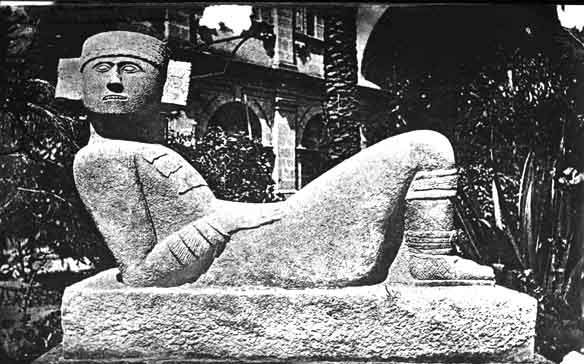
勒普朗根在奇琴伊察鹰与美洲虎平台（Platform of the Eagles and Jaguars）上发现的查克穆尔

这种雕像的原始名字已经无从考证。查克穆尔这个名字是其第一发现者奧古斯塔斯·勒普朗根在1875年于奇琴伊察挖掘出时提出的。勒普朗根相信当时这座雕像奇琴伊察的前任统治者，被埋在鹰和美洲虎平台下面。他将雕像命名为“chaacmol”，在玛雅语中意为“雷电之爪”。在那之后，勒普朗根的资助人，Stephen Salisbury公布了他的这一发现，并重新将名字拼写改为“Chac-mool”。
勒普朗根曾向时任墨西哥总统请求将这尊雕像运到费城在1876年举办的百年博览会（第一届正式世界博览会）上展出，但是这个请求最后遭到了拒绝。1877年，尤卡坦当地政府收缴了这尊雕像并将其运到Merida。几周后雕像被转交给墨西哥联邦政府并被安置在墨西哥国家人类学博物馆。博物馆的工作人员Jesús Sanchez发现这尊奇琴伊察雕像和其它两座在墨西哥中部发现的雕像以及很多在中美洲发现的雕像在形式和造型上非常类似。19世纪发现的这一系列雕像在某种意义上能够支持托尔特克帝国的构想，但是实际上它们更可能是来源于玛雅地区。
尽管查克穆尔这个名字实际上并不恰当，但是作为这一系列来自不同地区和时期的相同形式的雕像的称呼，总要好过每一次都需要复杂的描述。

## 分布

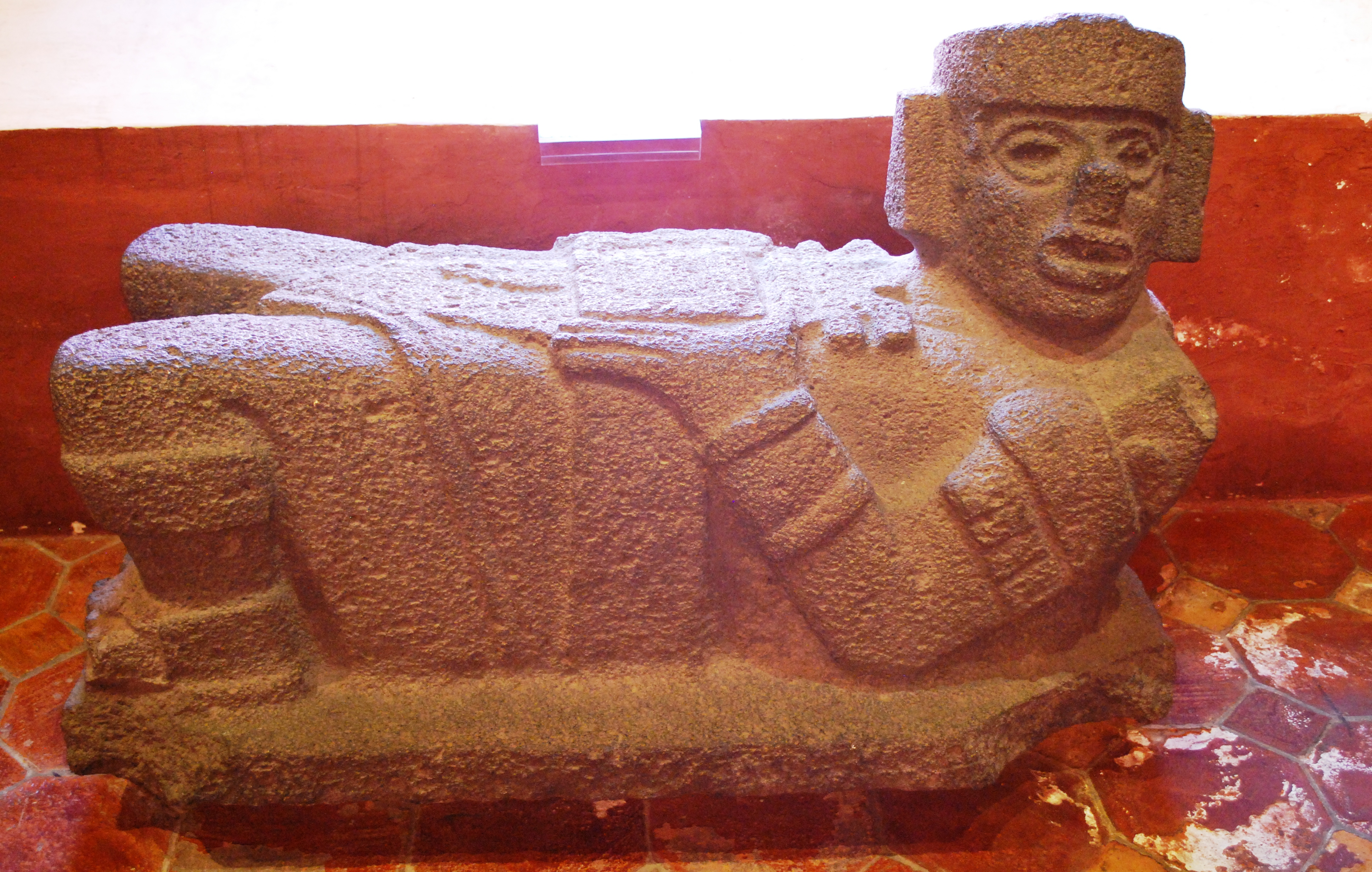
特拉斯卡拉州立博物馆的查克穆尔

查克穆尔广泛分布于中部美洲，从墨西哥的米却肯州到萨尔瓦多都有发现。最早的雕像大约成型于中美洲纪年表的古典期末期（c. AD 800 - 900）。 在后古典期成型的雕像分布于阿兹特克都城特诺奇提特兰，位于墨西哥城中央的图拉（Tula）和位于尤卡坦半岛的玛雅城市奇琴伊察。其中在奇琴伊察发现的有14座，在图拉发现的有12座。在图拉的宫殿中发现的查克穆尔断代于后古典期的早期（c. AD 900 - 1200）。后来发现的雕像有来自于阿科尔曼（Acolman），坎波拉（Cempoala），米却肯（Michoacan），切勒塔洛（Querétaro），和特拉斯卡拉（Tlaxcala）的。
在奇琴伊察的14座查克穆尔中只有5座是保持在原始的位置上的，分别位于卡斯蒂略金字塔中的“查克穆尔神殿”，“北部柱廊”，“小桌神殿”和“武士神殿”，其它的则被掩埋了。这5座完好的雕像都放置于一个仪式王座的房间入口附近。在图拉发现的查克穆尔也都是位于王座附近，或是放在王座正前方，或是位于放置王座的房间的入口附近。
在阿兹特克首都特诺奇提特兰的主神庙附近发现了两座查克穆尔。第一座发现于1943年，在Venustiano Carranza和Pino Suarez的交界处，在神庙以南大概距离两个街区。第二座是在神域内被挖掘出来的。这是现今被发现的唯一一座完全上过色的雕像，雕像的嘴张开着，露出牙齿，置于特拉洛克（阿兹特克雨神）神殿前方，它持有的献祭容器可能曾放置过人类心脏和血液作为供品。它也是这两座雕像中成型时间较早的一座。
在危地马拉靠近洪都拉斯边境的基里瓜遗址也发现了查克穆尔。这里的查克穆尔在造型上更接近于图拉的而不是奇琴伊察的。另外在西萨尔瓦多的塔兹玛尔（Tazumal）玛雅遗址也发现了两座查克穆尔。

## 断代和起源

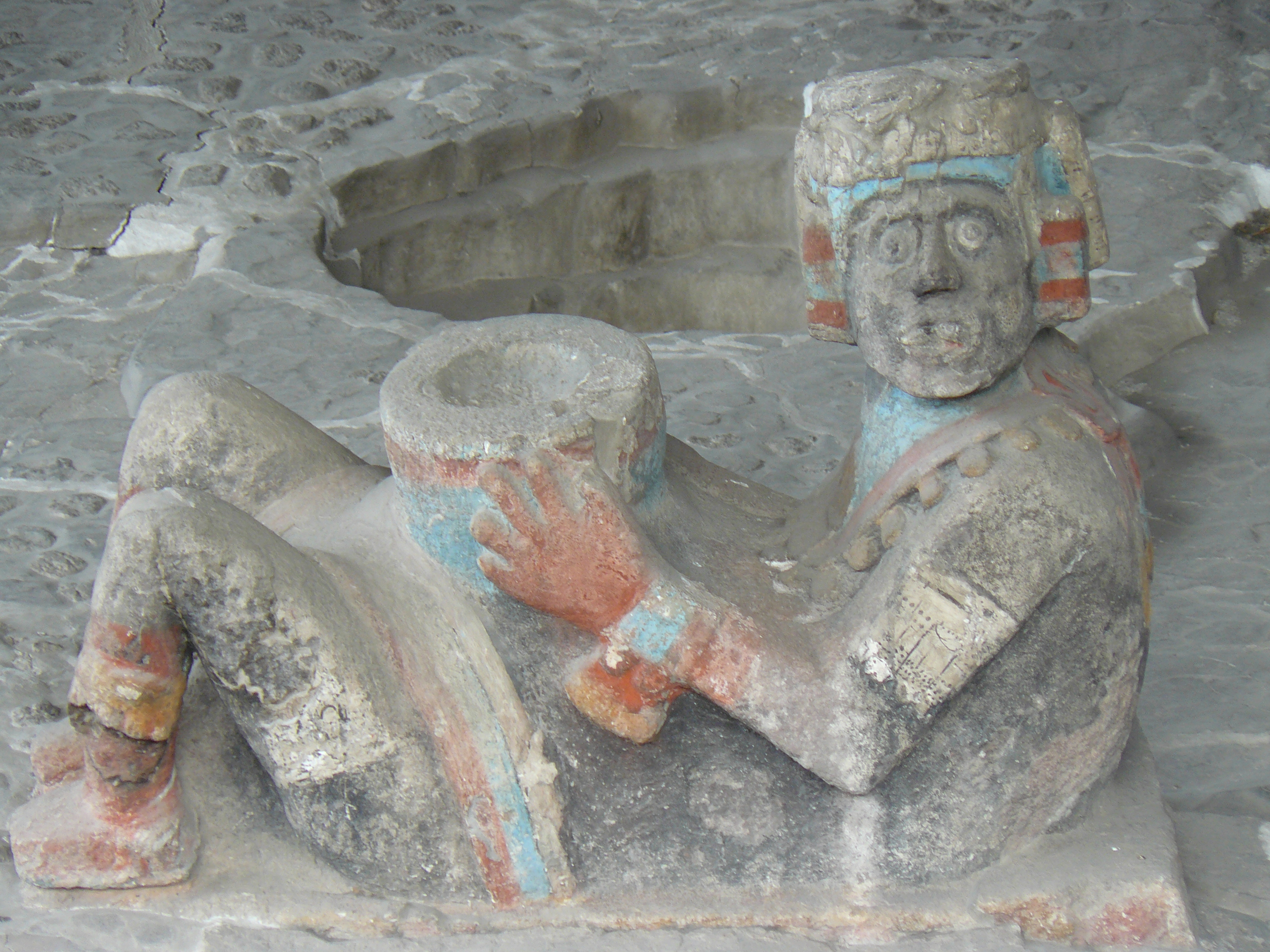
特诺奇提特兰神庙的阿兹特克查克穆尔

所有的目前已知的查克穆尔的年代都不早于古典期晚期，早先特诺奇提特兰和提卡尔（Tikal）等重要的中美洲遗迹刚被发现时还不知道这一概念的存在。当第一尊查克穆尔被发现后，中美洲各地也相继发现类似的雕像，向南直到哥斯达黎加。尽管现在公认的假设是查克穆尔起源于墨西哥中部，但实际上没有早于托尔特克的实例，并且墨西哥当时的文献中也都没有记载。查克穆尔的分布和背景要早于古典玛雅艺术形态，并且艺术历史学家玛丽·米勒认为正是查克穆尔发展了古典斯玛雅雕塑。在墨西哥中部发现的查克穆尔年代都不早于在奇琴伊察发现的。但是，图拉和奇琴伊察的查克穆尔似乎是快速的同时发展起来的，在各个城市间快速的传播开来。奇琴伊察的查克穆尔的多样性也验证了其发展程度，没有任意两座雕像是相同的形状，衣着或身体比例关系。但是图拉的查克穆尔都大致相同，只是在人物姿势或身体比例关系上有细微差别。米勒指出是查克穆尔发展了古典期玛雅人物绘画，并且在奇琴伊察将绘画向三维的雕像形式进行转化，也许这促进了整个墨西哥中部的人物造像的发展。

## 引用
Cobos, Rafael. . Colección Antropología e Historia 21. San Salvador, El Salvador: CONCULTURA (Consejo Nacional para la Cultura y el Arte). 1994, 1998  [2013-09-04]. （原始内容存档于2014-10-27）.  （西班牙文）
Desmond, Lawrence Gustave; and Phyllis Mauch Messenger. . University of New Mexico Press. 1988  [2013-09-04]. ISBN 9780826310002. OCLC 16406931. （原始内容存档于2014-10-27）. 
López Austin, Alfredo; and Leonardo López Luján. . Caravelle (Toulousse, France: Presses Universitaires du Mirail). December 2001, (76/77, HOMMAGE À GEORGES BAUDOT): 59–84  [2013-08-21]. JSTOR 40854948. （原始内容存档于2016-03-11）.  （西班牙文）
Martin, Simon; and Nikolai Grube. . London and New York: Thames & Hudson. 2000  [2013-09-04]. ISBN 0-500-05103-8. OCLC 47358325. （原始内容存档于2014-10-27）. 
Miller, Mary Ellen. . The Art Bulletin (College Art Association). March 1985, 67 (1): 7–17  [2013-08-21]. JSTOR 3050884. 
Miller, Mary; and Karl Taube. . London: Thames & Hudson. 1993, 2003. ISBN 0-500-27928-4. OCLC 28801551. 
Read, Kay Almere; and Jason González. . Oxford: ABC-CLIO. 2000  [2013-09-04]. ISBN 1-85109-340-0. OCLC 43879188. （原始内容存档于2014-10-27）. 
Salisbury, Stephen Jr.. . Proceedings of the American Antiquarian Society. 1877, 69: 70–119.